# Eupithecia perryvriesi
Eupithecia perryvriesi là một loài bướm đêm trong họ Geometridae.